# Гатникова
Гатникова (устар. Гатников Ю) — река в России, протекает по территории Печорского района Республики Коми.

## География
Устье реки находится в 105 км по левому берегу реки Кожва. Длина реки составляет 33 км.

## Этимология гидронима
Название связано с русской фамилией Гатников. Ю — «река» в языке коми. «Река Гатникова».

## Данные водного реестра
По данным государственного водного реестра России относится к Двинско-Печорскому бассейновому округу, водохозяйственный участок реки — Печора от водомерного поста у посёлка Шердино до впадения реки Уса, речной подбассейн реки — бассейны притоков Печоры до впадения Усы. Речной бассейн реки — Печора.
Код объекта в государственном водном реестре — 03050100212103000063917.